# Heleioporus albopunctatus
Heleioporus albopunctatus é uma espécie de anfíbio anuro da família Myobatrachidae. É considerada pouco preocupante pela Lista Vermelha da UICN. Está presente em Austrália.